# Between the Two of Them (film 1915)
Between the Two of Them è un cortometraggio muto del 1915 diretto da Sidney Drew.

## Trama
La moglie di un commediografo scrive di nascosto una nuova versione della commedia del marito.

## Produzione
Il film fu prodotto dalla Vitagraph Company of America.

## Distribuzione
Distribuito dalla General Film Company, il film - un cortometraggio in tre bobine - uscì nelle sale cinematografiche statunitensi il 13 aprile 1915.